# Karen Heimer
Karen Heimer (* 1960) ist eine US-amerikanische Soziologin und Kriminologin. Sie ist Professorin an der University of Iowa und amtierte 2018 als Präsidentin der American Society of Criminology (ASC).
Heimer erwarb ihren Bachelor-Abschluss in Psychologie 1981 an der Florida Atlantic University, legte das Master-Examen (ebenfalls in Psychologie) 1984 an der University of Wisconsin–Madison ab und wurde dort 1989 im Fach Soziologie zum Ph.D. promoviert. Nach kurzer Tätigkeit als Assistant Professor an der University of Arizona wechselte sie 1991 an die University of Iowa, wo sie erst Assistant Professor, dann Associate Professor und schließlich 2006 Full Professor wurde.
Sie forscht und lehrt zu den Themen Gender und Gewalt im Rahmen kriminologischer Fragestellungen. Derzeit untersucht sie Geschlechter- und Rassenunterschiede von Gewaltopfern, Mutterschaftserfahrungen von inhaftierten Frauen sowie geschlechtsspezifische Unterschiede in der Strafverfolgung der Vereinigten Staaten.